# بنکس، آیداهو
بنکس (به انگلیسی: Banks) یک منطقهٔ مسکونی در ایالات متحده آمریکا است که در Boise County واقع شده‌است. بنکس ۱۷ نفر جمعیت دارد و ۸۷۸٫۱۴ متر بالاتر از سطح دریا واقع شده‌است.